# Neodora costinotata
Neodora costinotata är en fjärilsart som beskrevs av W. Warren 1897. Neodora costinotata ingår i släktet Neodora och familjen mätare. Inga underarter finns listade i Catalogue of Life.